# Ołeksa Nowakiwski
Ołeksa Charłampijowycz Nowakiwski, ukr. Олекса Харлампійович Новаківський, pol. Aleksander (Aleksy) Nowakowski, Ołeksa Nowakiwśkyj (ur. 14 marca 1872 w Obodówce, zm. 29 sierpnia 1935 we Lwowie) – ukraiński pedagog i malarz, jeden z przedstawicieli krakowskiego postimpresjonizmu.

## Życiorys
Ukończył Akademię Sztuk Pięknych w Krakowie, był uczniem Jana Matejki i Leona Wyczółkowskiego.
Popularność zdobył dzięki krakowskiej wystawie swoich obrazów z 1911. W 1913 przeprowadził się do Lwowa. Tu z kolei sławę przyniosła mu wystawa obrazów z 1921. W latach 1924–1925 był dziekanem wydziału sztuk pięknych Tajnego Uniwersytetu Ukraińskiego.
Pochowany na Cmentarzu Łyczakowskim.

## Upamiętnienie
W 1972 we Lwowie utworzono Muzeum Ołeksy Nowakiwskiego.

Przykładowe prace
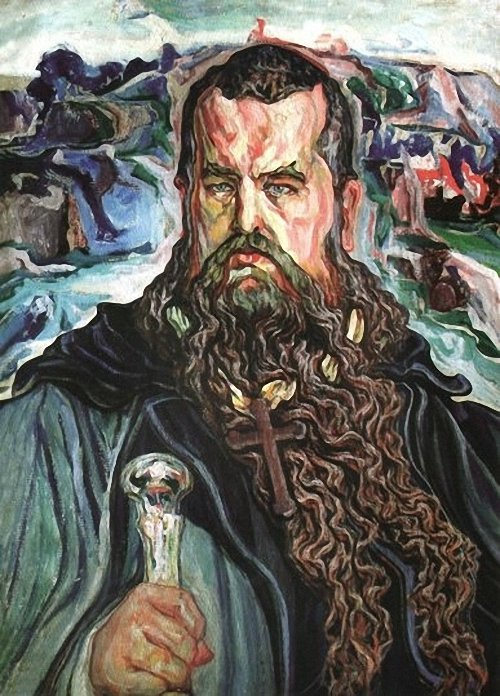
Książę Andrzej Szeptycki (1915-1919)
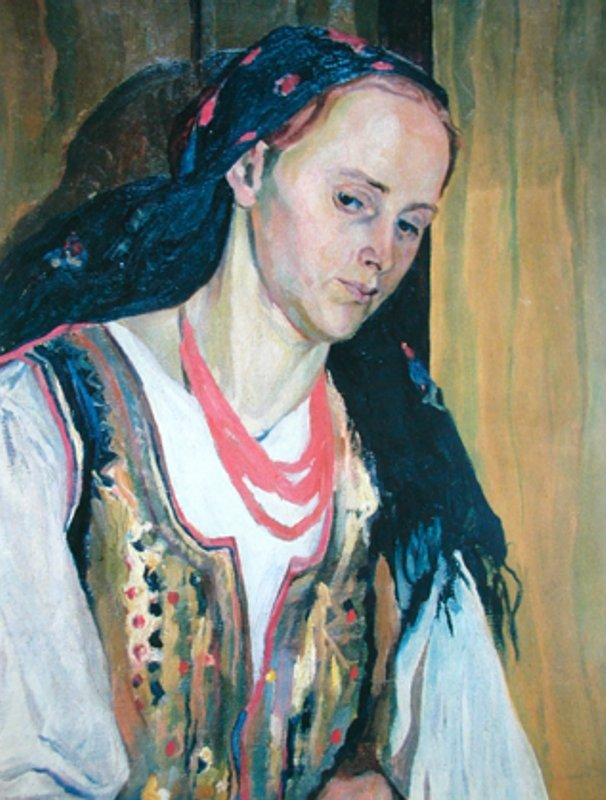
Portret żony (1906)
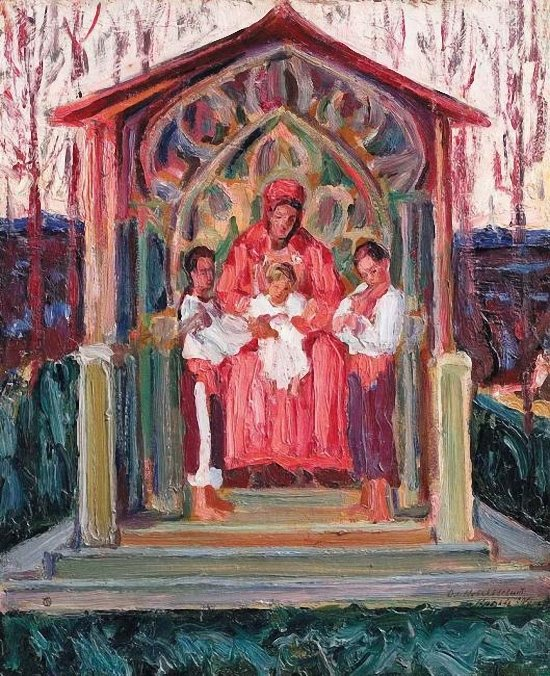
Ukraińska Madonna (1910)
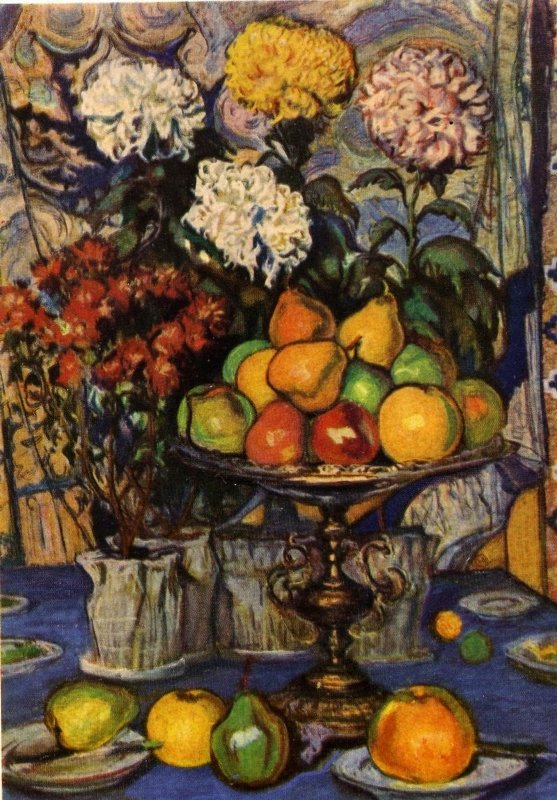
Martwa natura (1916)